# شاپرک‌های گوندوانا
شاپرکان گوندوانا (نام علمی: Palaephatidae) نام یک تیره از راسته پروانه‌سانان است.